# Ельжбета Барщевська

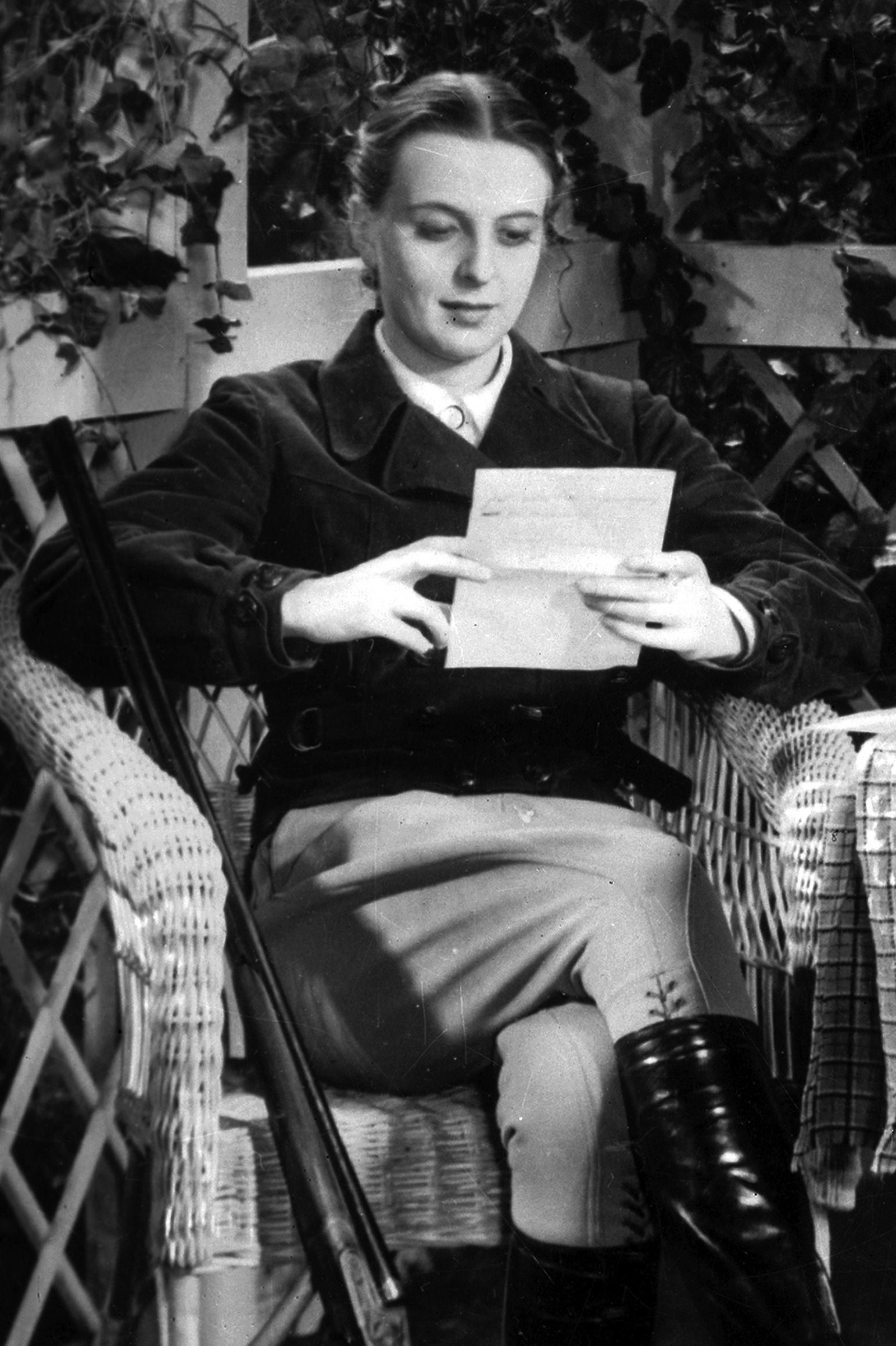
Ельжбета Барщевська — Ванда Порембська в кадрі з фільму «Палаючі серця» (1937)

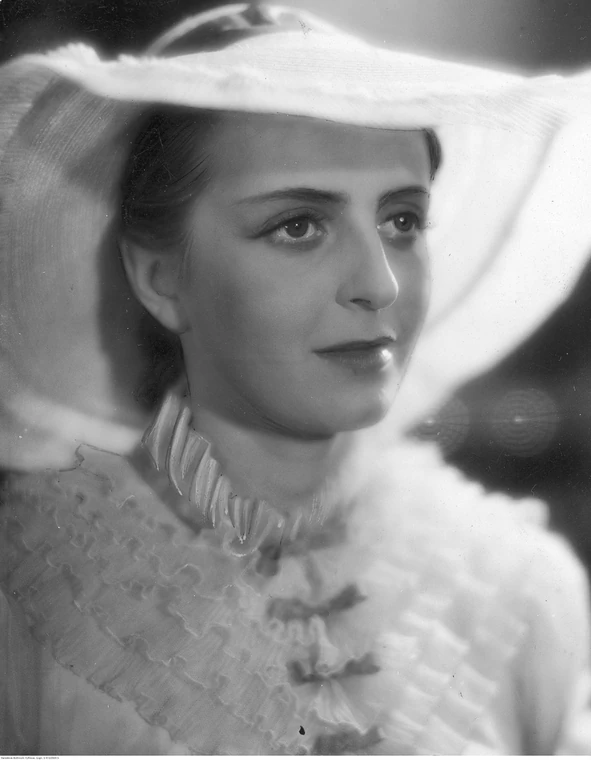
Ельжбета Барщевська — Юстина Ожельська у фільмі «На Ніємні» (1939)

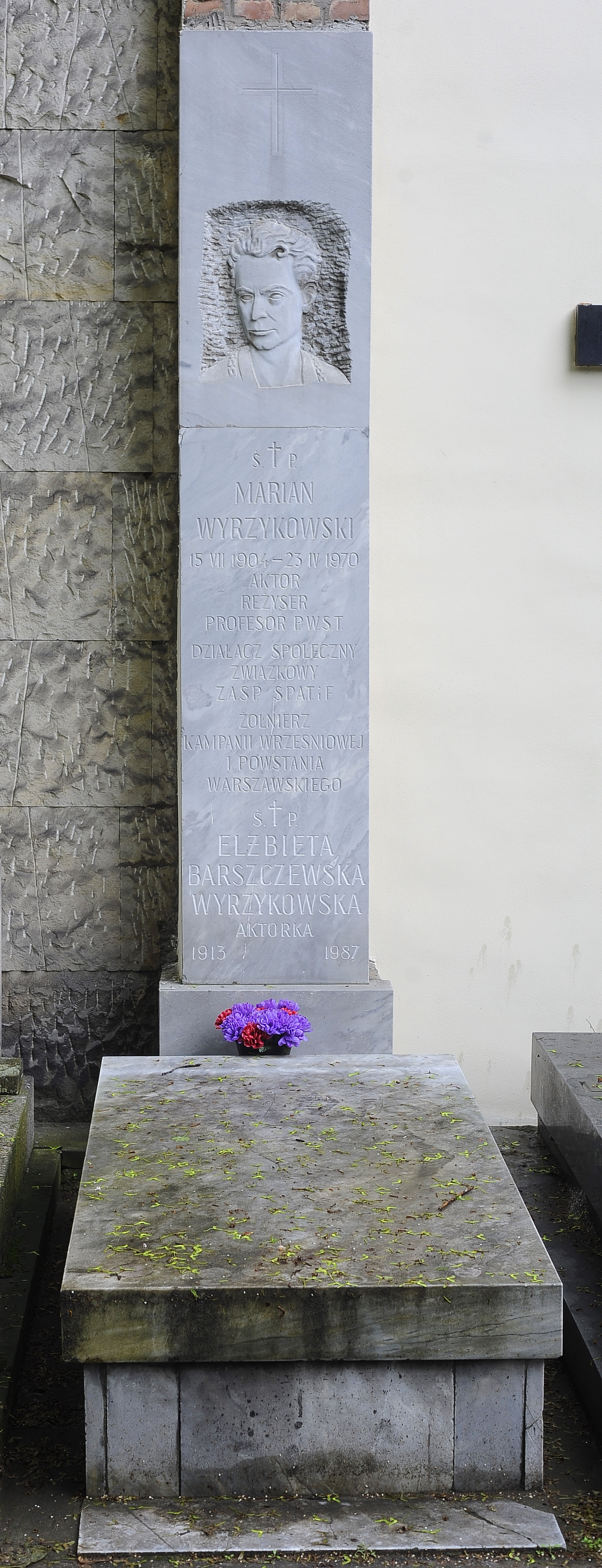
Могила Ельжбети Барщевської на Повонзькому кладовищі у Варшаві

Ельжбета Марія Барщевська, в шлюбі Вижиковська (29 листопада 1913, Варшава — 14 жовтня 1987, Варшава) — польська акторка театру та кіно.

## Біографія
Донька Вітольда Тадеуша Барщевського (1867—1926) та Марії Гелени Шумської (1880—1951). Була одружена з актором Маріаном Вижиковським, у шлюбі з яким мала сина Юліуша, також актора.

## Кар'єра
В 1932 році склала випускні іспити в XI Державній жіночій гімназії ім. Марії Конопницької. Мала намір вступити до Школи політичних наук у Варшаві, але зрештою вирішила вивчати акторську майстерність. Закінчила Варшавський державний інститут театрального мистецтва (де й познайомилася зі своїм майбутнім чоловіком) у 1934 році. Того ж року дебютувала на сцені Польського театру Варшави (пол.Teatr Polski) у ролі Гелени у виставі Шекспіра «Сон літньої ночі» режисера Леона Шиллера.
У другій половині 30-х років 20 ст. визнання критики і велику популярність принесли їй ролі в кіно, передусім Стефанії Рудецької у «Прокажена» (1936), Беати Вільчур та її доньки Марії у «Знахар» (1937), Броньки Моссаковської у «Дівчата з Новолипків» (1937) та Ельжбети Бєцької у «Межі» (1938).
До 1939 р. виступала на сценах театрів Товариства сприяння театральній культурі (ТСТК) й як гість у Національному театрі. Під час окупації працювала офіціанткою в кафе Бодо (пол. Café Bodo) та у Акторки (пол. U Aktorek). Брала участь у підпільному театральному житті. У березні 1941 року була заарештована німцями у справі про вбивство Іґо Сим. Після війни працювала в Польському театрі (1945–62), у Національному театрі (1962–65) і з 1965 по 1987 знову в Польському театрі.
23 серпня 1980 року приєдналася до звернення 64 вчених, письменників і публіцистів до комуністичної влади про переговори зі страйкуючими робітниками.
Останньою прем'єрою, в якій брала участь акторка, стали «Мемуари» Джона Муррела у ролі Сари Бернар. У телевізійному театрі вона виступила в «Піснях Марії де Франс».
Похована на Повонзківському цвинтарі у Варшаві (Алея заслуг, ряд 1, місце 98).

## Вибрані театральні вистави
- 1934 — Сон літньої ночі за роль Гелени (реж. Л. Шиллер)
- 1935 — Чудова людина для малого бізнесу за роль Аніели (реж. Александер Зельверович)
- 1939 — Гамлет у ролі Офелії
- 1945 — Весілля як Марина (реж. Яцек Вощович)
- 1946 — Лілла Венеда як Лілла Венеда (реж. Юліуш Остерва)
- 1947 — Орестія як Електра (реж. Арнольд Шифман)
- 1947 — Гамлет як Офелія (реж. А. Шифман)
- 1948, 1954 — Сід як інфанта (реж. Едмунд Верцінскі)
- 1948 — Фентезі за роль Діани (реж. Е.Верцінський)
- 1953 — Дядя Ваня в ролі Олени Андріївни (реж. Марія Верцінська)
- 1953 — Горштинський у ролі Саломеї (реж. Е. Верцінський)
- 1958 — Нора як Нора (реж. Марія Верцінська)
- 1958 — Мазепа в ролі Амелії (реж. Роман Завистовський)
- 1960 — Гра в любов і смерть за роль Зофії де Курвуазьє (реж. Здзіслав Мрожевський)
- 1961 — Високий мур як Уршуля Дарнєвич (реж. М. Вижиковський)
- 1962 — Високий мур як Уршуля Дарнєвич (реж. Єжи Гоффман)
- 1963 — Електра як Електра (реж. Казімєж Деймек)
- 1964 — Лисиця в залицянні як Подстоліна (реж. Джозеф Вишомірський)
- 1964 — «Вишневий сад» за роль Раневської (реж. Владислав Красновецький)
- 1968 — Лілла Венеда в ролі Рози Венеди (реж. Август Ковальчик)
- 1975 — Пігмаліон у ролі місіс Гіггінс (реж. Анна Мінкевич)
- 1976 — Марія Стюарт у ролі Марії Стюарт (реж. А. Ковальчик)
- 1978 — Дзяди в ролі місіс Роллінсон (реж. Адам Ганушкевич)
- 1981 — Спогади за роль Сари Бернгардт (реж. Ян Братковський)

## Фільмографія
На великому екрані дебютувала ще студенткою у фільмі «Що мій чоловік робить вночі…» режисера Міхала Вашинського; завдяки красі, голосу з цікавим тембром і таланту швидко здобула популярність і визнання аудиторії і критики, стала зіркою. У 1934—1939 роках знялася в таких фільмах:
- 1934 рік:
  - What My Husband Does at Night… as Woman at Dance Party, в титрах не вказана
- 1936 рік :
  - Пан Твардовський — Нета Твардовська
  - Прокажений — Стефція Рудецька
- 1937 рік :
  - Дівчата з Новолипків у ролі Броньки Мосаковської
  - Ординат Міхоровський — Ghost of Stefcia Rudecka (в титрах не вказана)
  - Hearts of Flame як Ванда Порембська
  - Квак у ролі Беати, дружини професора Вільчура / Марися Вільчувна
- 1938 рік :
  - Кордон як Elżbieta Biecka
  - Костюшко біля Рацлавиць як Ганка
  - Остання бригада як Ewa Żegota
  - Професор Вільчур — Марися Чинська, донька Вільчура
- 1939 рік :
  - Геній сцени в ролі Саломеї в Горштинському
  - Кристинина брехня як Krystyna Olakówna
  - На Нему як Юстина Орзельська
  - Три серця — Кася, вихованка графині Тинецької

Після війни вона зіграла лише в одному фільмі — «Ритм серця» (1977), реж. Збігнєв Камінський.
Працювала з такими акторами та акторками, як Мечислава Цвикліньська, Стефан Ярач, Казімеж Юноша-Степовський та Станіслава Висоцька.

## Ордени та нагороди
- Орден Трудового Прапора 1-го ступеня (1959)
- Орден Трудового Прапора 2-го ступеня (22.07.1949)[12]
- Золотий Хрест Заслуги (двічі: 25 червня 1946[13], 13 листопада 1953[14])
- Медаль 10-річчя Народної Польщі (1955)
- Медаль 40-річчя Народної Польщі (1985)
- Знак 1000-ліття Польської Держави (1966)
- Нагрудний знак «Заслужений діяч культури» (1968)
- Золотий знак Пошани «За заслуги перед Варшавою»
- Знак за заслуги перед Польським театром у Варшаві (1976)

## Нагороди
- Нагорода міністра закордонних справ за роль Офелії на Шекспірівському фестивалі (1947),
- Державна премія за акторську майстерність 2-го ступеня (1955),
- Премія Столиці Варшави за всю мистецьку діяльність за останні 10 років (1955),
- Премія Столиці Варшави за довічну творчу діяльність (1960),
- Премія видавництва Асоціації ПАКС Влодзімєж Петржак (1972),
- Премія «Homo Varsoviensis '76» — премія тижневика «Столиця» (1977),
- Нагорода міністра культури й мистецтва І ступеня за видатні заслуги в галузі акторської майстерності (1977).